# Anetium
Anetium es un género de helechos de la familia Pteridaceae. Se encuentra en los Neotrópicos.

## Descripción
Son helechos con hábitos de epífitas o raramente rupícolas; con rizoma largamente rastrero, densamente escamoso, con numerosas raíces esponjosas, cespitosas, densamente pelosas; pecíolo ausente o muy reducido; lámina oblanceolada a estrechamente elíptica, entera, algo suculenta, glabra, con idioblastos cortos, espiculares, visibles en el haz, la base atenuada, el ápice obtuso a acuminado; nervaduras anastomosadas, con muchas hileras de aréolas entre la costa y el margen, sin nérvulos libres incluidos; soros subacrosticoides, los esporangios dispuestos individualmente o en pequeños grupos aislados sobre y entre las nervaduras; parafisos ausentes; esporas triletes; su número cromosomático es de: x=60.
Anetium está relacionado más cercanamente con Antrophyum, del que se distingue por el arreglo subacrosticoide de sus esporangios.

## Taxonomía
Anetium fue descrito por Frederik Louis Splitgerber y publicado en Tijdschrift voor Natuurlijke Geschiedenis en Physiologie 7: 395. 1840. La especie tipo es: Anetium citrifolium (L.) Splitg. 

## Especies
El género Anetium contiene las siguientes especies:
- Anetium citrifolium (L.) Splitg.
- Anetium reticulatum (Kaulf.) C. Presl
- Anetium sprucei T.Moore